# مبرهنة آبل
في الرياضيات، مبرهنة آبل (بالإنجليزية: Abel's theorem)‏ بالنسبة لمتسلسلة قوى تربط نهاية متسلسلة قوى بمجموع معاملاتها. سميت نسبة إلى عالم الرياضيات النرويجي نيلس هنريك أبل.